# Bataille de Wau
Seconde Guerre mondiale, 
Guerre du Pacifique
Batailles
- Rabaul
- 1re Salamaua-Lae
- Mer de Corail
- Piste Kokoda
- Baie de Milne
- Goodenough
- Buna-Gona-Sanananda
- Lilliput
- Merauke

- Wau
- Mer de Bismarck
- I-Go
- 2e Salamaua-Lae
- Chronicle
- Monts Finisterre
- Bougainville
- Bombardement de Wewak
- Péninsule de Huon
- Nouvelle-Bretagne
- Bombardement de Rabaul

- Neutralisation de Rabaul
- Îles de l'Amirauté
- Emirau
- Take Ichi
- Nouvelle-Guinée occidentale

La bataille de Wau est une bataille de la campagne de Nouvelle-Guinée lors de la Seconde Guerre mondiale ayant eu lieu entre le 29 et le 31 janvier 1943 à Wau. Elle a vu s'opposer les forces de l'empire du Japon aux forces australiennes principalement acheminées sur place par l'aviation américaine.
En 1942, les forces japonaises naviguèrent de Rabaul et traversèrent la mer des Salomon et, malgré les attaques aériennes alliées, réussirent à débarquer près des secteurs de Salamau et de Lae où elles établirent des têtes de ponts afin de débarquer troupes, ravitaillement et matériel en vue de la capture de Port Moresby. Après les échecs de leurs offensives sur la piste Kokoda, puis à Milne Bay et surtout après les succès des débarquements australo-américains sur le secteur de Buna-Gona à 200 kilomètres au sud-est, le commandement impérial voulut prendre le contrôle de la petite base australienne de Wau défendue seulement par une force hétéroclite d'environ 250 hommes qui menaient contre eux des opérations commandos depuis juin 1942. Wau en raison de sa position stratégique pouvait en effet par la suite servir de base de support par les Alliés pour menacer les positions impériales sur Salamaua et Lae à l'est.

## La bataille

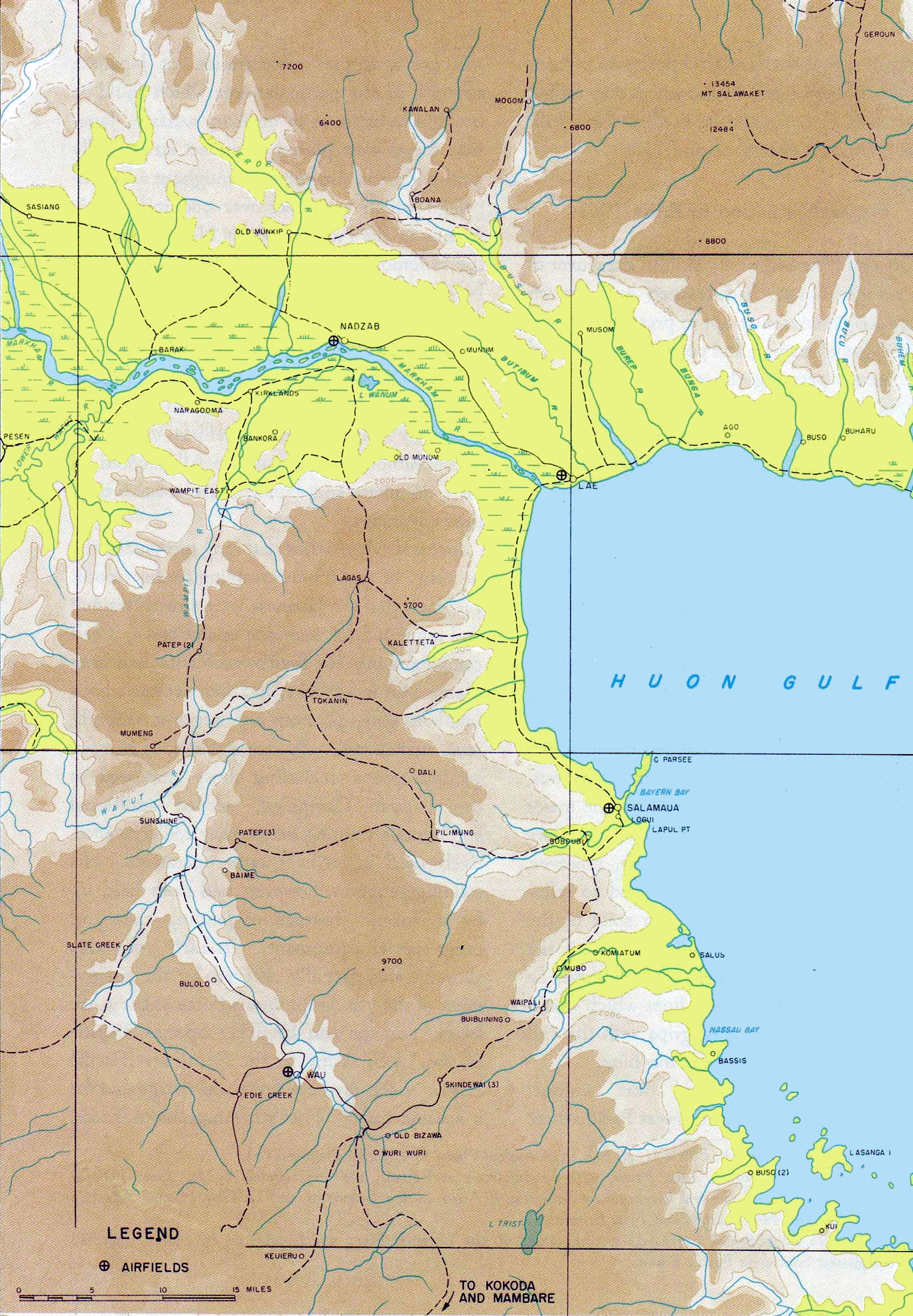
Localisation de Wau par rapport à Salamaua et Lae.

Partis de la base de Rabaul le 6 janvier 1943, un régiment japonais fut à ce titre chargé de prendre le contrôle de Wau. Après avoir subi des attaques aériennes qui coula un de ses navires de transport et environ 360 des 1 100 soldats et marins à bord, le détachement arriva à Lae le 7 janvier, puis fut transporté par des barges jusqu'à Salamaua du 10 au 16 janvier. 
Une guerre de mouvement se développa entre les forces japonaises, au sol et entravées par le terrain, et les forces australiennes, se déplaçant par voie aérienne mais également gênées par les conditions météorologiques. Au moment où les forces japonaises atteignirent la région de Wau le 28 janvier 1943, après une traversée de régions montagneuses, les unités australiennes avaient été considérablement et graduellement renforcées par voie aérienne depuis Port Moresby entre le 19 et le 29 janvier. Dans la bataille qui a suivi, malgré la tactique surprise d'une arrivée d'une direction inattendue, les Japonais ont été incapables de prendre Wau qui était désormais trop défendue et furent contraints d'entamer une retraite vers Salamaua.
La base de Wau fut par la suite utilisée comme point de passage par les Alliés pour la campagne de Salamaua-Lae. 